# 松平定頼
松平 定頼（まつだいら さだより）は、江戸時代前期の大名。伊予国松山藩の第2代藩主。定勝系久松松平宗家3代。官位は従四位下・隠岐守。

## 生涯
初代藩主・松平定行の長男として誕生した。母は島津忠恒の養女（島津朝久の娘）・長寿院殿。万治元年（1658年）2月28日（2月27日とも）、父の隠居により家督および長崎探題職を継承する。翌万治2年（1659年）、従五位下から四品に昇叙し、寛文元年（1661年）に河内守から隠岐守に転任する。
翌寛文2年（1662年）正月22日、江戸松山藩邸三田中屋敷にて落馬、そのまま危篤に陥り死去した。享年56。松山入りはわずか3回であった。院殿号は乾光院殿前四品最巌阿尊道英大居士。遺骸は江戸三田済海寺で荼毘に付され、遺骨が松山古町大林寺、分骨が高野山に葬られた。

## 系譜
- 正室：養仙院 - 京極高広の娘
  - 長女：真修院（1632年 - 1682年） - 島津綱久正室
  - 次女：慶雲院（1638年 - 1699年） - 酒井忠直正室
  - 次男：松平定長（1640年 - 1674年）
  - 三男：松平定重（1644年 - 1717年）
  - 六女：久君（1645年 - 1664年） - 山内豊昌正室
- 生母不明の子女
  - 長男：松平定盛（1638年 - 1674年）
  - 三女：萬君（1639年 - 1704年） - 阿部定高正室のち黒田之勝正室
  - 四女（早世）[1]
  - 五女（早世）[1]
- 養子
  - 女子：仙姫（? - 1716年） - 松平直明正室、酒井忠朝娘、鏡智院、墓所は愛媛県松山市法華寺の京極家墓所